# Assemblée provinciale du Sud-Kivu
Bureau définitif
Bukavu
L'Assemblée provinciale du Sud-Kivu est un bureau du gouvernement et l'organe législatif de la province du Sud-Kivu,  qui se localise sur l’avenue Patrice Emery Lumumba. L’Assemblée Provinciale du Sud-Kivu se trouve à proximité du bureau du gouvernement de Direction Provinciale de Mobilisation et d’encadrement de Recettes (DPMER), ainsi que de Ministère de mines, Énergies et Environment à l'Est de la République démocratique du Congo. Elle joue un rôle clé dans la gouvernance provinciale, en légiférant sur des questions locales, en contrôlant l’exécutif provincial et en représentant les intérêts des citoyens.

## Historique
L’Assemblée provinciale du Sud-Kivu a été créée à la suite de la promulgation de la Constitution de la République démocratique du Congo de 2006, qui a établi la décentralisation et conféré davantage d’autonomie aux provinces. Elle a succédé aux anciennes institutions provinciales, devenant un pilier essentiel dans la gestion des affaires locales. Depuis sa création, l’Assemblée a traversé plusieurs défis, notamment liés à l’instabilité sécuritaire et aux contraintes économiques de la région.

### Siège
Le siège de l’Assemblée provinciale est situé à Bukavu, la capitale de la province du Sud-Kivu. L’institution dispose de bâtiments administratifs pour les sessions plénières, les réunions des commissions et les bureaux administratifs.

## Corps et Structure
L'Assemblée provinciale est composée de députés provinciaux élus par la population au suffrage universel direct pour un mandat de cinq ans. Ces députés représentent les différentes circonscriptions électorales du Sud-Kivu.
Les principaux organes de l'Assemblée sont :
1. Le Bureau de l’Assemblée[5] : Il assure la direction et la coordination des travaux.
2. Les Commissions permanentes[6] : Chargées d'examiner les projets de lois, les questions budgétaires et les affaires spécifiques.
3. La Plénière[7] : L’organe suprême où sont débattues et votées les lois.

### Membres
L'Assemblée provinciale du Sud-Kivu compte un certain nombre de députés, le chiffre exact variant selon les législatures et les réformes électorales. Chaque membre est élu pour représenter une circonscription électorale de la province, reflétant la diversité ethnique et géographique du Sud-Kivu.

### Bureau de l’Assemblée
Le Bureau est composé de, :
- Un président : Chargé de présider les sessions et de représenter l'Assemblée.
- Un vice-président : Assiste le président et le remplace en cas d’absence.
- Un rapporteur : Responsable des procès-verbaux et des documents officiels.
- Un questeur : Gère les finances et les biens matériels de l'Assemblée.

### Commissions Permanentes
Les commissions permanentes de l’Assemblée provinciale jouent un rôle central dans l’examen des dossiers et des propositions de loi. Elles incluent notamment :
- La commission des finances et du budget.
- La commission des infrastructures et du développement.
- La commission de la santé et des affaires sociales.
- La commission de la sécurité et des affaires intérieures.

## Rôle et Mission
L’Assemblée provinciale du Sud-Kivu a pour mission principale de, :
1. Légiférer : Adopter des édits provinciaux et proposer des initiatives législatives en matière de développement local.
2. Contrôler l’exécutif provincial : Examiner la gestion administrative, financière et politique du gouvernement provincial.
3. Représenter les citoyens : Faire remonter les préoccupations des populations au niveau provincial et national.

### Défis et Enjeux
L’Assemblée provinciale du Sud-Kivu fait face à plusieurs défis, parmi lesquels :
- L’instabilité sécuritaire : Les conflits armés dans la région affectent le bon fonctionnement des institutions.
- Les contraintes budgétaires : Le manque de ressources financières limite la réalisation des projets et l’exercice des fonctions législatives.
- La gouvernance : La lutte contre la corruption et le renforcement de la transparence restent des enjeux majeurs.
- La participation citoyenne : Encourager une meilleure interaction entre les élus et les électeurs pour renforcer la confiance dans les institutions.

Malgré ces défis, l’Assemblée provinciale demeure un acteur clé dans le développement et la stabilisation du Sud-Kivu.